# Edmond Cherouvrier
Edmond-Marie Cherouvrier (Sablé-sur-Sarthe, 7 de febrer de 1831 - idem. 22 de novembre de 1905), fou un polític i compositor francès.
Des de la infància demostrà bones disposicions per a la música, però hagué de lluitar contra forta oposició familiar, pel que els seus estudis foren molt deficients al principi. La seva afició a la música li va fer perdre una fortuna de 300.000 francs que li havia de deixar una tia seva. El 1858 aconseguí el segon Prix de Rome per la seva cantata Jephté, aquest fet sembla que va fer que es reconcilies amb la família.
Quan el març de 1871 succeïren els fets de la Comuna de París fou empresonat i restà a punt d'ésser afusellat, lliurant-se de la mort per una verdadera casualitat. Després fou alcalde del districte XIV de la capital francesa.
Va escriure les òperes: Le Roi des mines, Quentin Metzys, Gilles de Bretagne, La fiancée de Corinthe, Nicolas Flamel, i diverses composicions religioses.